# Індекс вулканічної експлозивності

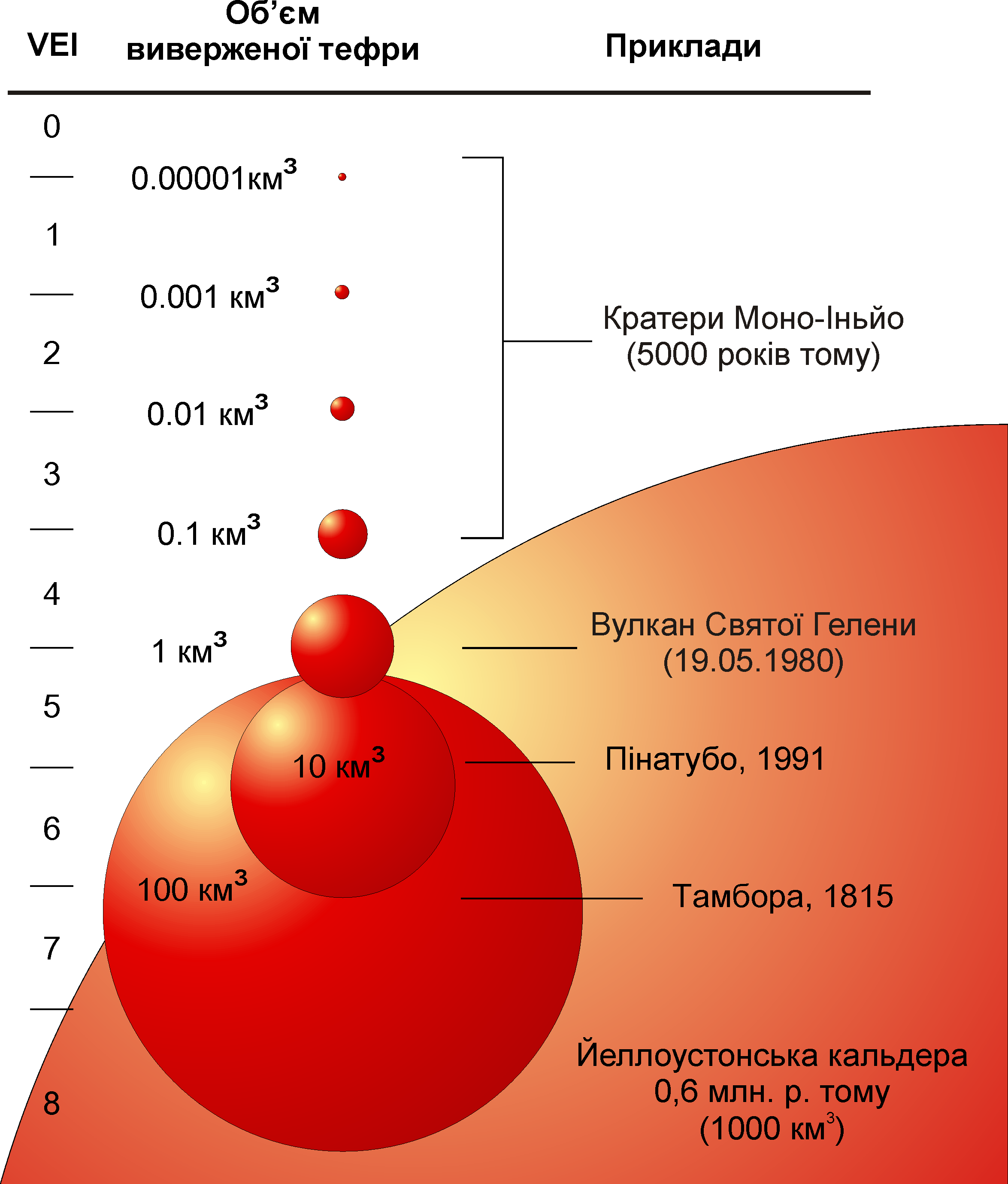
Зв'язок VEI з об'ємом тефри

Індекс вулканічної експлозивності, Індекс вулканічної активності, VEI (англ. Volcanic Explosivity Index) — показник сили експлозії (вибухового виверження) вулкану, розроблений Крістофером Ньюхоллом (C. Newhall), співробітником United States Geological Survey і Стівеном Селфом (S. Self), співробітником Гавайського університету в Маноа у 1982 році.
Для визначення індексу приймаються до уваги об'єм вивергнутих продуктів, висота хмари виверження та якісні характеристики спостереження (від «помірного» до «мега-колосального»). Шкала визначена з відкритими кінцями, проте найбільше зареєстроване за історію спостережень виверження отримало індекс 8. Індекс 0 надається невибуховим виверженням, при яких виділяється до 104 м3 тефри, а індекс 8 відповідає мега-колосальному виверженню, при якому виділяється 1012 м3 тефри, а хмара піднімається на висоту 25 км. Збільшення індексу на одиницю відповідає десятикратному збільшенню спостережених критеріїв. Швидкість виверження при VEI=8 може досягати 106 куб.м/сек.
При визначенні індексу попіл, вулканічні бомби, ігнімбрит та інші продукти, пов'язані з викидами в атмосферу, розглядаються однаковими. Одним з недоліків VEI часто називають відсутність врахування виділеної при виверженні енергії. Проте, цей параметр важко визначити навіть для сучасних вивержень і ще важче для доісторичних або неспостережених.
Історично відомі виверження з VEI від 3 до 6 — це виверження вулканів Тамбора (1815), Кракатау (1883), Пінатубо (1991) на Філіппінах.
Вулканічні супервиверження — це виверження вулканів, які в десятки і сотні раз сильніші за історично відомі.

## Шкала експлозивності
| VEI | Об'єм тефри, м3 | Тип виверження                     | Характеристика  | Висота еруптивної колони, м | Частота               | Вплив на тропосферу | Вплив на стратосферу | Приклади                                                                       | Кількість вивержень |
| --- | --------------- | ---------------------------------- | --------------- | --------------------------- | --------------------- | ------------------- | -------------------- | ------------------------------------------------------------------------------ | ------------------- |
| 0   | < 10,000 м³     | Гавайський                         | Невибуховий     | < 100                       | постійно              | майже нема          | відсутній            | Кілауеа, Пітон-де-ла-Фурнез, Еребус                                            | дуже багато         |
| 1   | > 10,000 м³     | Гавайський / Стромболіанський      | Слабо вибуховий | 100–1000                    | щоденно               | малий               | відсутній            | Нірагонго (2002), Рауль (2006)                                                 | десятки тисяч       |
| 2   | > 0,001 км³     | Стромболіанський / Вулканський     | Вибуховий       | 1–5 тисяч                   | щотижня               | посередній          | відсутній            | Ундзен (1792), Кумбре Вейя (1949), Ґалерас (1993), Синабунг (2010)             | 3477                |
| 3   | > 0,01 км³      | Вулканський / Пелейський           | Катастрофічний  | 3–15 тисяч                  | раз на кілька місяців | відчутний           | можливий             | Невадо-дель-Руїс (1985), Суфрієр-Гіллс (1995), Набро (2011)                    | 868                 |
| 4   | > 0,1 км³       | Пелейський / Плініанський          | Катаклізм       | 10–25 тисяч                 | ≥ 1 року              | відчутний           | малий                | Майон (1814), Монтань-Пеле (1902), Ейяф'ятлайокютль (2010)                     | 278                 |
| 5   | > 1,0 км³       | Плініанський                       | Пароксизм       | 20–35 тисяч                 | ≥ 10 років            | значний             | відчутній            | Везувій (79), Фудзі (1707), Таравера (1886), Сент-Хеленс (1980)                | 84                  |
| 6   | > 10 км³        | Плініанський / ультра-Плініанський | Колосальний     | > 30 тисяч                  | ≥ 100 років           | значний             | значний              | Вениаминова (c. 1750 BC), Вайнапутіна (1600), Кракатау (1883), Пінатубо (1991) | 39                  |
| 7   | > 100 км³       | ультра-Плініанський                | Мегаколосальний | > 40 тисяч                  | ≥ 1,000 років         | значний             | значний              | Мезама (c. 5600 BC), Санторіні (c. 1620 BC), Ринджані (1257), Тамбора (1815)   | 4                   |
| 8   | > 1000 км³      | Супервулканічний                   | Апокаліптичний  | > 50 тисяч                  | ≥ 10,000 років        | значний             | значний              | Єллоустон (640,000 BC), Тоба (74,000 BC), Оруануї (24,500 BC)                  | 1                   |

## Див також
Категорія:Вулкани за країною